# 馬見町
馬見町（うまみちょう）は奈良県北西部、北葛城郡に属していた町。現在の広陵町西部、真美ヶ丘ニュータウン周辺にあたる。周辺2村と合併したことにより、「町」としての存在は2年弱であった。

## 歴史
- 1889年（明治22年）4月1日 - 町村制の施行により、広瀬郡馬見村が発足。
- 1897年（明治30年）4月1日 - 所属郡を北葛城郡に変更。
- 1953年（昭和28年）5月1日 - 町制施行し、馬見町となる。
- 1955年（昭和30年）4月15日 - 百済村、瀬南村と合併して広陵町が発足。同日馬見町廃止。

## 交通

### 鉄道路線
町内に鉄道路線はなし

### 道路
町内に通過する国道はなし
- 主要地方道枚方大和高田線

## 古墳
- 巣山古墳
- 新木山古墳
- 牧野古墳
- 新山古墳